# Alois Herrmann
Alois Herrmann (* 8. Januar 1895 in Königsberg, Preußen; † 4. Juni 1978 in Ost-Berlin) war ein deutscher Schauspieler.

## Leben
Alois Herrmann wuchs in Königsberg auf und war im Ersten Weltkrieg als Soldat an der Front.
Herrmann absolvierte später eine professionelle Schauspielausbildung. Er war danach zunächst als Bühnendarsteller an verschiedenen Theaterhäusern tätig. In den 1960er-Jahren war Herrmann auch als Schauspieler vor der Kamera aktiv und wirkte in einigen DEFA-Filmen und in Fernsehserien des Deutschen Fernsehfunks mit.
Herrmann starb im Juni 1978 im Alter von 83 Jahren in Ost-Berlin.

## Filmografie
- 1960: Heute bei Krügers
- 1962: Spuk
- 1964: Der Narr
- 1964: Der fliegende Holländer
- 1965: Chronik eines Mordes
- 1965: Köpfchen, Kamerad
- 1966: Alfons Zitterbacke
- 1966: Blaulicht (Fernsehserie, 1 Folge)